# Ilinden (Bułgaria)
Ilinden (bułg. Илинден) – wieś w Bułgarii, w obwodzie Błagojewgrad, w gminie Chadżidimowo. Według danych szacunkowych Ujednoliconego Systemu Ewidencji Ludności oraz Usług Administracyjnych dla Ludności, 15 czerwca 2020 roku miejscowość liczyła 96 mieszkańców.

## Osoby związane z miejscowością

### Urodzeni

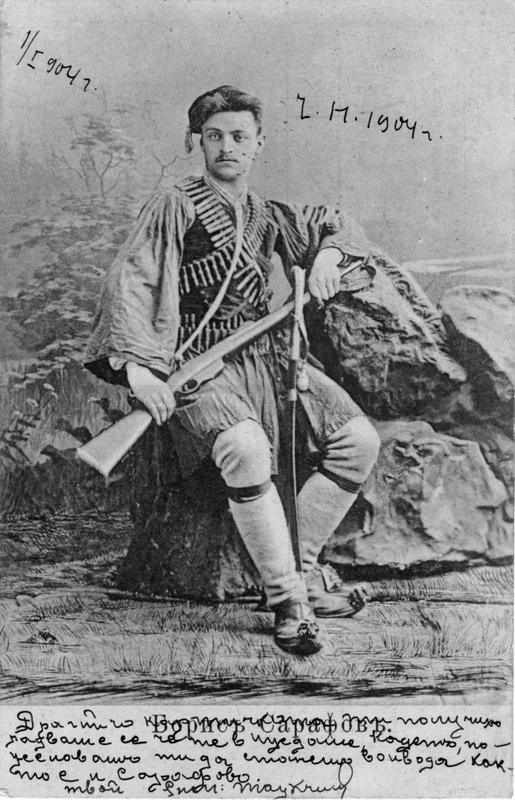
Boris Sarafow

- Ekaterina Arnaudowa – bułgarska rewolucjonistka
- Angeł Czolew (1881–1923) – bułgarski polityk, rewolucjonista
- Iwan Gospodarow (1878–?) – bułgarski rewolucjonista
- Simeon Gyrnew (1827–1905) – bułgarski duchowny
- Georgi Jurukow (1955) – bułgarski polityk
- Chariton Karpuzow (1827–1899) – bułgarski duchowny
- Georgi Kojumdżiew (1899–1923) – bułgarski rewolucjonista
- Iwan Kojumdżiew (1870–1923) – bułgarski rewolucjonista
- Atanas Popow (1884–1928) – bułgarski rewolucjonista, wojewoda
- Atanas Popow (1935) – bułgarski profesor
- Atanas Poppetrow (1850–1933) – bułgarski rewolucjonista
- Angeł Sarafow (1867–1932) – bułgarski lekarz, oficer
- Boris Sarafow (1872–1907) – bułgarski rewolucjonista
- Krystio Sarafow (1876–1952) – bułgarski artysta
- Złata Sarafowa (1879–?) – bułgarska lekarka, wolontariuszka
- Angeł Stolinczew (1917–2003) – bułgarski duchowny
- Nikoła Todorow Uszew (1867–1925) – bułgarski rewolucjonista
- Petko Tunczew (1883–1925) – bułgarski rewolucjonista
- Stojan Zimbilew (1872–1907) – bułgarski duchowny

### Zmarli
- Michaił Daew (1881–1907) – bułgarski rewolucjonista
- Georgi Polanow (1857–1903) – bułgarski rewolucjonista
- Atanas Popow (1884–1928) – bułgarski rewolucjonista

### Inni
- Ango Polenow – bułgarski nauczyciel, tłumaczył w kościele język grecki na język bułgarski[2]